# Đảo Kotelny
Đảo Kotelny (tiếng Nga: Остров Котельный, Sakha: Олгуйдаах арыы) là một phần của nhóm đảo Anzhu thuộc quần đảo New Siberia nằm giữa biển Laptev và biển Đông Siberi. Về mặt hành chính là một phần của huyện Bulunsky (tiếng Nga: Булунский улус; Sakha: Булуҥ улууһа).
Kotelny, Faddeyevsky và Bunge là các hòn đảo được đặt tên riêng biệt trên hầu hết các bản đồ thế kỷ 20, mặc dù đôi khi trên những  bản đồ mới thì tên "Kotelny" được dùng cho toàn bộ hòn đảo.
Tổng diện tích của đảo Kotelny là 23.165 km ². Kotelny là một trong 50 hòn đảo lớn nhất trên thế giới. Trên hòn đảo này thực tế là vùng không có người ở tại Cộng hòa Sakha (Yakutia) của Liên bang Nga.

## Khí hậu
Đảo Kotelny có khí hậu Bắc cực khắc nghiệt.
| Dữ liệu khí hậu của Kotelny Island      | Dữ liệu khí hậu của Kotelny Island | Dữ liệu khí hậu của Kotelny Island | Dữ liệu khí hậu của Kotelny Island | Dữ liệu khí hậu của Kotelny Island | Dữ liệu khí hậu của Kotelny Island | Dữ liệu khí hậu của Kotelny Island | Dữ liệu khí hậu của Kotelny Island | Dữ liệu khí hậu của Kotelny Island | Dữ liệu khí hậu của Kotelny Island | Dữ liệu khí hậu của Kotelny Island | Dữ liệu khí hậu của Kotelny Island | Dữ liệu khí hậu của Kotelny Island | Dữ liệu khí hậu của Kotelny Island |
| Tháng                                   | 1                                  | 2                                  | 3                                  | 4                                  | 5                                  | 6                                  | 7                                  | 8                                  | 9                                  | 10                                 | 11                                 | 12                                 | Năm                                |
| --------------------------------------- | ---------------------------------- | ---------------------------------- | ---------------------------------- | ---------------------------------- | ---------------------------------- | ---------------------------------- | ---------------------------------- | ---------------------------------- | ---------------------------------- | ---------------------------------- | ---------------------------------- | ---------------------------------- | ---------------------------------- |
| Cao kỉ lục °C (°F)                      | −7.2 (19.0)                        | −3.3 (26.1)                        | −4.8 (23.4)                        | 0.3 (32.5)                         | 6.2 (43.2)                         | 20.7 (69.3)                        | 25.1 (77.2)                        | 20.2 (68.4)                        | 11.8 (53.2)                        | 1.8 (35.2)                         | −2.5 (27.5)                        | −3.1 (26.4)                        | 25.1 (77.2)                        |
| Trung bình ngày tối đa °C (°F)          | −26.2 (−15.2)                      | −26.8 (−16.2)                      | −24.4 (−11.9)                      | −17.0 (1.4)                        | −6.2 (20.8)                        | 1.3 (34.3)                         | 5.5 (41.9)                         | 4.3 (39.7)                         | 0.4 (32.7)                         | −8.4 (16.9)                        | −18.4 (−1.1)                       | −24.0 (−11.2)                      | −11.7 (10.9)                       |
| Trung bình ngày °C (°F)                 | −29.8 (−21.6)                      | −30.2 (−22.4)                      | −27.9 (−18.2)                      | −20.7 (−5.3)                       | −9.0 (15.8)                        | −0.4 (31.3)                        | 2.7 (36.9)                         | 1.9 (35.4)                         | −1.6 (29.1)                        | −11.1 (12.0)                       | −22.0 (−7.6)                       | −26.6 (−15.9)                      | −14.6 (5.7)                        |
| Tối thiểu trung bình ngày °C (°F)       | −32.2 (−26.0)                      | −32.6 (−26.7)                      | −30.7 (−23.3)                      | −24.1 (−11.4)                      | −11.1 (12.0)                       | −2.1 (28.2)                        | 0.8 (33.4)                         | 0.3 (32.5)                         | −2.7 (27.1)                        | −13.6 (7.5)                        | −24.5 (−12.1)                      | −30.0 (−22.0)                      | −16.9 (1.6)                        |
| Thấp kỉ lục °C (°F)                     | −44.9 (−48.8)                      | −49.9 (−57.8)                      | −46.1 (−51.0)                      | −46.2 (−51.2)                      | −28.6 (−19.5)                      | −14.9 (5.2)                        | −6.0 (21.2)                        | −9.2 (15.4)                        | −18.6 (−1.5)                       | −40.2 (−40.4)                      | −40.2 (−40.4)                      | −45.0 (−49.0)                      | −49.9 (−57.8)                      |
| Lượng Giáng thủy trung bình mm (inches) | 6.5 (0.26)                         | 5.9 (0.23)                         | 6.9 (0.27)                         | 7.8 (0.31)                         | 10.5 (0.41)                        | 17.9 (0.70)                        | 29.6 (1.17)                        | 24.9 (0.98)                        | 21.2 (0.83)                        | 15.7 (0.62)                        | 7.7 (0.30)                         | 7.5 (0.30)                         | 162.0 (6.38)                       |
| Số ngày mưa trung bình                  | 0                                  | 0                                  | 0                                  | 0                                  | 1                                  | 8                                  | 15                                 | 14                                 | 9                                  | 0.3                                | 0                                  | 0                                  | 47                                 |
| Số ngày tuyết rơi trung bình            | 15                                 | 15                                 | 15                                 | 15                                 | 22                                 | 16                                 | 8                                  | 11                                 | 22                                 | 26                                 | 18                                 | 16                                 | 199                                |
| Độ ẩm tương đối trung bình (%)          | 83                                 | 82                                 | 83                                 | 85                                 | 87                                 | 87                                 | 90                                 | 92                                 | 90                                 | 88                                 | 84                                 | 82                                 | 86                                 |
| Số giờ nắng trung bình tháng            | 0.0                                | 7.4                                | 143.6                              | 272.7                              | 202.8                              | 174.3                              | 177.2                              | 106.6                              | 39.4                               | 13.1                               | 0.0                                | 0.0                                | 1.137,1                            |
| Nguồn: Weatherbase                      |                                    |                                    |                                    |                                    |                                    |                                    |                                    |                                    |                                    |                                    |                                    |                                    |                                    |